# Аль-Ханса
Тума́дир бинт Амр ас-Сулами́я, более известная как аль-Ханса́ (араб. الخنساء‎ —  курносая‎; ум. ок. 644 г.) —  известнейшая арабская поэтесса из племени Бану Сулайм.

## Биография
Её полное имя: Тума́дир бинт Амр ибн аль-Ха́рис ибн аш-Шари́д ас-Сулами́я. Большую часть жизни провела в своём племени, была замужем, имела детей. В конце жизни приняла ислам (после встречи с пророком Мухаммедом), сообщается о её посещении Мекки и Медины и встрече с халифом Умаром ибн Хаттабом. Все четверо её сыновей пали в составе арабо-мусульманского войска в битве при Кадисии. Аль-Ханса прославилась элегиями на смерть своих братьев — Сахра и Муавии. На русский язык лирику Аль-Хансы переводили А. А. Долинина, Н. В. Стефанович.
В честь Аль-Хансы назван кратер на Меркурии.